# 恭顺州
恭顺州，明朝时设置的州。
嘉靖年间（1522年-1566年），改马龙他郎长官司置，治所在今云南省墨江哈尼族自治县。属元江府。清朝初年废。 